# حكومة توفيق أبو الهدى الثامنة
حكومة توفيق أبو الهدى الثامنة هي الحكومة الخامسة والعشرون من حكومات المملكة الأردنية الهاشمية. شكّل توفيق أبو الهدى الحكومة في 25 يوليو عام 1951م، في عهد ملك الأردن طلال بن عبد الله. وقد حلّت الحكومة في 7 سبتمبر 1951.

## الحكومة
| التسلسل | الاسم                            | المهام الوزارية                |
| ------- | -------------------------------- | ------------------------------ |
| 1       | دولة السيد توفيق ابوالهدى        | رئيس الوزراء ووزيرا للخارجية   |
| 2       | دولة السيد سعيد المفتي           | نائبا للرئيس ووزيرا للداخلية   |
| 3       | سماحة الشيخ محمد الامين الشنقيطي | قاضي للقضاة                    |
| 4       | معالي السيد فلاح المدادحه        | وزير للعدلية                   |
| 5       | معالي السيد سليمان السكر         | وزير للتجارة والاقتصاد         |
| 6       | معالي السيد روحي عبدالهادي       | وزير للمعارف                   |
| 7       | معالي السيد انسطاس حنانيا        | وزير للزراعة والانشاء والتعمير |
| 8       | معالي السيد عبدالرحمن خليفه      | وزير للمالية                   |
| 9       | معالي السيد هاشم الجيوسي         | وزير للمواصلات                 |
| 10      | معالي الدكتور جميل التوتنجي      | وزير للصحة والشؤون الاجتماعية  |
| 11      | معالي السيد سليمان طوقان         | وزير للدفاع                    |